# 森田宏之
森田 宏之（もりた ひろゆき）は、日本の実業家。日鉄ソリューションズ株式会社代表取締役社長を務めた。

## 人物・経歴
東京都出身。芝高等学校卒業後、お茶の水の予備校で1年間の大学受験浪人生活を送り、1982年一橋大学商学部卒業。大学ではアメリカンフットボール部の一橋大学クリムゾンに所属し、榊原清則ゼミで学んだ。大学卒業後は、新日本製鐵に入社し、堺製鉄所で生産管理業務に携わった。1985年国際大学大学院派遣。
1987年本社人事部に異動。1989年から新日鉄情報通信システムに出向し、金融ソリューション事業部企画・マーケティング部長などを務めた。2009年にはゼミの指導教官榊原が学長を務めていた日本生産性本部経営アカデミートップ・マネジメントコースを修了。
2012年新日鉄住金ソリューションズ取締役企画部長兼財務部長。2013年同社上席執行役員流通・サービスSOL事業部長。2015年同社取締役上席執行役員産業・流通SOL事業本部長。2016年同社取締役常務執行役員営業統括本部長。2019年から改名された日鉄ソリューションズ代表取締役社長を務め、2023年に取締役相談役に退いた。